# 아랍에미리트의 토후국

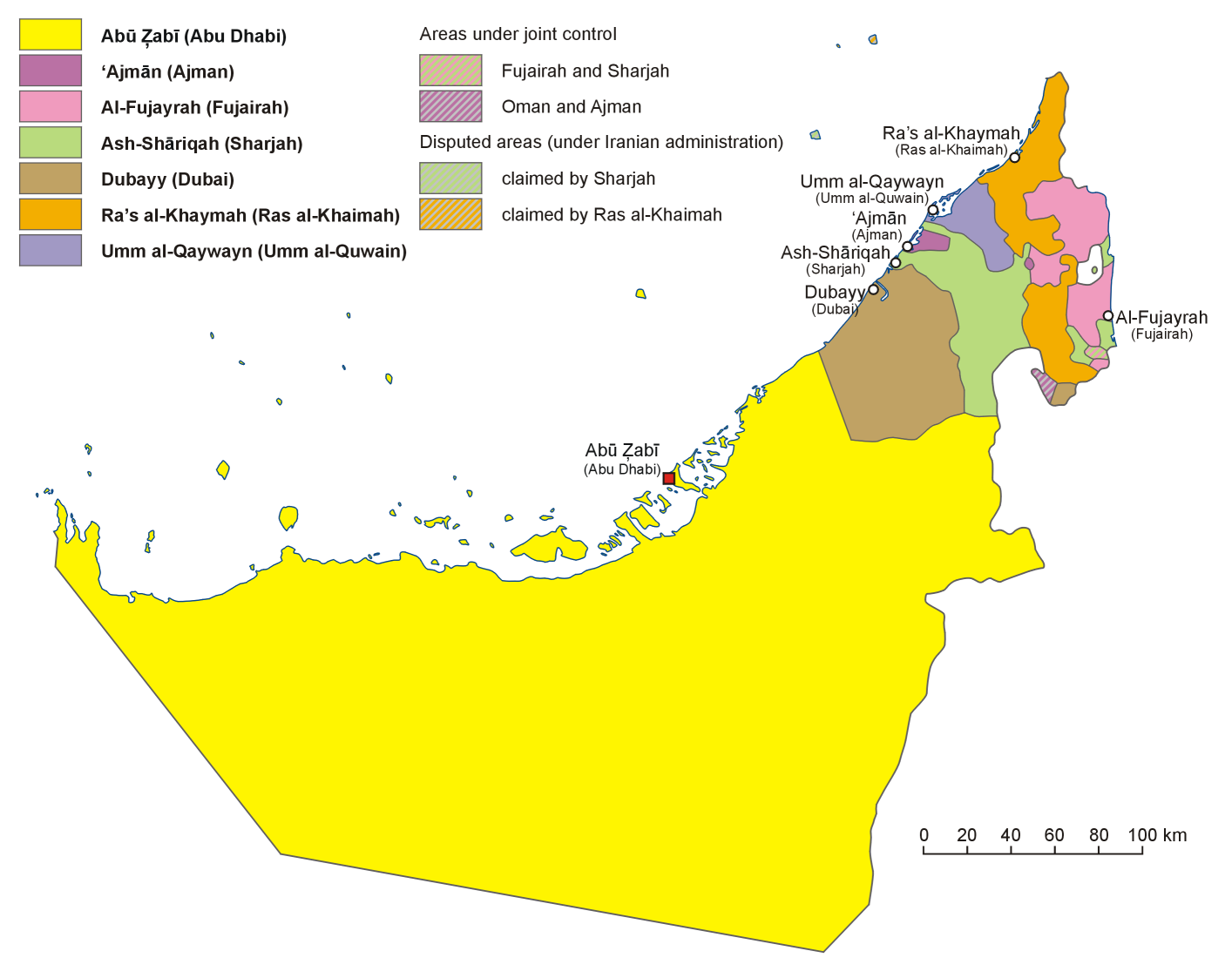
아랍에미리트의 토후국

아랍에미리트는 7개 토후국으로 구성되어 있다. 토후국은 아랍에미리트 연방 정부와는 별도로, 독자적인 관할 구역과 역내 관할권을 보유하고 있어 준독립국에 가깝다. 연방 정부의 역할은 군사와 외교 분야 등 일부에 불과하며, 대부분의 권한은 토후국이 자치적으로 행사한다.
아랍에미리트는 대통령제지만 각 토후국은 왕정을 유지하고 있다. 둘 사이에 서로 다른 체제는 존중되며 침해하지 않는 것이 원칙으로 되어 있다. 중앙 정부의 수반인 대통령은 아부다비의 지도자로 자동 선출되고, 부통령과 총리는 두바이 지도자로 지명된다. 이들의 지명도 일곱 토후국의 지도자로 구성된 최고회의에서 이뤄진다.

## 아랍에미리트를 구성하는 토후국
| 토후국              | 아랍어 이름              | 수도         | 면적 (km2) | 인구 (2007년 기준) | 기                  |
| ------------------- | ------------------------ | ------------ | ---------- | ------------------ | ------------------- |
| 아부다비 토후국     | أبو ظبي                  | 아부다비     | 67,340km2  | 1,465,431명        |                     |
| 아지만 토후국       | عجمان                    | 아지만       | 259km2     | 260,492명          |                     |
| 두바이 토후국       | دبي                      | 두바이       | 3,885km2   | 1,469,330명        |                     |
| 푸자이라 토후국     | الفجيرة                  | 푸자이라     | 1,166km2   | 118,933명          |                     |
| 라스알카이마 토후국 | رأس الخيمة               | 라스알카이마 | 1,683km2   | 191,753명          |                     |
| 샤르자 토후국       | الشارقة                  | 샤르자       | 2,590km2   | 656,941명          |                     |
| 움알쿠와인 토후국   | أم القيوين               | 움알쿠와인   | 777km2     | 59,098명           |                     |
| 아랍에미리트        | الإمارات العربية المتحدة | 아부다비     | 77,700km2  | 4,381,978명        | 아랍에미리트의 국기 |

## 같이 보기
- ISO 3166-2:AE